# Burka
Burka (rus. burka, pers. barak) je čupav krzneni kaput bez rukava, s dlakom okrenutom van i oborenom tako da se voda ne može zadržavati (nose ga svi kavkaski narodi). Ova riječ je u hrvatskom jeziku gotovo izgubila uporabu, samo u nekim dijelovima Slavonije gdje se koristi kao naziv za čobanski kaput.
Također ova riječ se može ponekad čuti kao doslovan prijevod engleske riječi (Burqa) koja se najčešće upotrebljava kao naziv za žensku odijeću u islamskim zemljama.
Burka (Burqa) je pokrivalo za žensko tijelo i lice. Nose ga žene islamske  vjeroispovjesti u Afganistanu te u dijelovima Pakistana i Indije.
Izrađena je od guste tkanine koja u potpunosti pokriva cijelo tijelo, uključujući i lice, dok predio očiju od vanjskog svijeta zakriva gusta mreža. Razlikuje se od kimara, dugačke pelerine koja pokriva kosu, vrat i ramena, a seže do koljena, kao i od čadora koji je sličan kimaru, jedino što je duži i seže do gležnjeva.
Burka je specifična za Afganistan, državu u kojoj je u vrijeme talibanskog režima ženama bilo zabranjeno izlaziti iz kuće bez ovog odjevnog predmeta.